# 員姓
員或作貟，於姓氏要稱做"ㄩㄣ、"音同運。據學者考證：“貟”和“員”本是同一個字,貟應該是員的古字，在許多中國書法字帖內可看到"貟"這個字。貟氏的後人也大多沿用這個字，但也有少數人將其改成員。
與一般通俗的姓氏相較，這是一個不常見的漢字姓氏，源自春秋時期楚國人吳國大夫伍子胥之名，伍子胥字子胥，名「員」。更早的源頭可追溯至芈姓。《姓苑》：「員出南洋，與楚同族，顓頊之後。」,另可參考族譜錄貟姓。一般認為這個姓氏的姓源為: 黄帝→顓頊→芈→熊→楚→伍→貟（員）。

## 後人及傳承
員姓源自伍子胥名，後人及傳承說法有二:
- 伍子胥被賜死後,其家眷及相關人士為避免牽連，移居及攺姓貟(員)。
- 南北朝時期湖北枝江人劉凝之是當時南朝宋國一位非常有名的隱逸者。他景慕像伍子胥的忠烈及氣節，令自己的後人改姓貟(員)氏。[3]

## 延伸阅读
[在维基数据编辑]
 《欽定古今圖書集成·明倫彙編·氏族典·員姓部》，出自陈梦雷《古今圖書集成》